# Harlem Shake (canção)
Harlem Shake é uma canção feita pelo DJ norte-americano Baauer e lançada em maio de 2012. O single não começou vender de forma significativa até fevereiro de 2013, quando um vídeo publicado no Youtube utilizando a música, se transformou num vídeo viral. A resposta da mídia ao single ajudou a aumentar suas vendas, já que alcançou o número 1 por 5 semanas consecutivas na Billboard Hot 100. Ele também chegou ao número 3 no Reino Unido, e 1 na Austrália e Nova Zelândia. Durante a estadia da música no gráfico da Billboard, foi anunciada a política que inclui execuções de vídeos do Youtube, como um componente de seus gráficos.
Apesar de ter uma parte cantada, é considerada uma música instrumental, sendo, desta forma, a canção instrumental a atingir o topo da Billboard.

## Música e Letra
"Harlem Shake" tem características de ritmos acelerados do Hip Hop, e traços de música de Dança. A música começa com uma amostra de voz feminina gritando "con los terroristas", que significa, "com os terroristas" em Espanhol. Ela foi retirada de uma música "Los Terroristas" de Hector Delgado, que muitas vezes, esse utiliza essa linha como o refrão de muitas de suas canções. A música também começa com sintetizadores de construção, e sons sub-graves com uma voz que comanda os ouvintes a "fazerem o harlem shake". Essa linha, é de uma canção do grupo de hip hop Plastic Little "Miller Time", de 2001.
"Harlem Shake" foi lançada comercialmente em junho de 2012. A Mad Decent na época, encomendou um vídeo para o single, mas não ficou satisfeita com o resultado e resolveu arquivá-lo. Posteriormente, foi relançada como single em 8 de janeiro de 2013. No entanto, ele não começou a vender de forma significativa até fevereiro, quando a música foi usada em um vídeo que se transformou num meme da internet de mesmo nome. O vídeo de 30 segundos é caracterizado por pessoas dançando a música e já foi parodiado mais de 3.000 vezes em vídeos enviados por outros usuários. Baauer e a Mad Decent, conseguiram obter lucros, a partir desses vídeos enviados utilizando a música, por conta do serviço do Youtube, de identificação de conteúdo, que permite aos artistas, gravadoras e produtoras a rentabilzar as canções. A revista Billboard, definiu o como "a maior sensação viral da internet desde Gangnam Style", de PSY.
A resposta da mídia ao single ajudou a vender 12 mil unidades no iTunes, na semana que terminou em 10 de fevereiro, de acordo com a Nielsen SoundScan. Consequentemente, entrou na tabela Dance/Eletrônica digital songs no número 9, e na tabela Dance/Eletrônica songs no número 12. O Gerente da Mad Decent afirmou que "Harlem Shake" foi a "maior coisa" que já lançaram, e "aconteceu dentro de 6 dias".
Na semana seguinte, "Harlem Shake" estreou no número 1 na Billboard Hot 100, e subiu para o número 1 na parada Dance, vendendo nessa semana, mais de 262.000 downloads. Foi a Vigésima primeira canção na história do gráfico a estrear no número 1, e foi auxiliada por 103 milhões de visualizações dos vídeos, que nesta semana foi anunciado como um novo componente da Billboard em suas tabelas. De acordo com um editorial da Billboard, o sucesso de "Harlem Shake", os levou a aprovar a nova política de gráficos, depois de 2 anos debatendo o assunto com o Youtube. No entanto, pela falta de apoio de uma grande gravadora, a única baixa registrada foi em Airplay. "Harlem Shake" permaneceu no primeiro lugar da Billboard Hot 100, durante 5 semanas consecutivas.

## Paradas Musicais

### Desempenho
| País/Parada (2013)                                    | Melhor posição |
| ----------------------------------------------------- | -------------- |
| Austrália - ARIA Charts                               | 1              |
| Bélgica - Ultratop (Valônia)                          | 2              |
| Canadá - Canadian Hot 100                             | 6              |
| Dinamarca - Tracklisten                               | 4              |
| Finlândia - Suomen virallinen lista                   | 19             |
| França - SNEP                                         | 4              |
| Alemanha - Media Control AG                           | 10             |
| Irlanda - IRMA                                        | 5              |
| Países Baixos - Dutch Top 40                          | 5              |
| Nova Zelândia - RIANZ                                 | 1              |
| Noruega - VG-lista                                    | 9              |
| Escócia - Official Charts Company                     | 3              |
| Espanha - PROMUSICAE                                  | 26             |
| Polónia - Polish Society of the Phonographic Industry | 21             |
| Suécia - Sverigetopplistan                            | 17             |
| Suíça - Schweizer Hitparade                           | 5              |
| Reino Unido - Official Charts Company                 | 3              |
| Estados Unidos - Billboard Hot 100                    | 1              |